# Az angyal énekel
Az In dulci jubilo kezdetű egyházi népének a XIV. században keletkezett. Magyarországon először a Cantus Catholiciban jelent meg. Az angyal énekel szövegét Sík Sándor írta.
Feldolgozás:
| Szerző        | Mire                 | Mű                                 | Előadás     |
| ------------- | -------------------- | ---------------------------------- | ----------- |
| Bárdos Lajos  | egynemű kar          | Musica Sacra II/1 Az angyal énekel | [ 2 ] [ 3 ] |
| Karai József  | gyerekkar, zongora   | Fel nagy örömre, 22. oldal         |             |
| Ludvig József | ének, gitárakkordok  | Mennyből az angyal, 26. oldal      |             |
| Soós András   | gyermek vonószenekar | Karácsonyi muzsika, 4. oldal       |             |

## Kotta és dallam
Az angyal énekel, tekints az égre fel,

napvilágos lett az éj, meghasadt az ég,

és a Második Személy most a földre lép.

Mézet ont az ég! Mézet ont az ég.

## Felvételek
- Az angyal énekel. Tudásháló (Hozzáférés: 2016. december 20.) arch
- Az angyal énekel. YouTube (2014. december 29.)  (Hozzáférés: 2016. december 20.) (audió)
- Az angyal énekel. A kispesti Erkel Ferenc Ált. Iskola kórusai, vezényel Beleznai Katalin  YouTube (2011. december 11.)  (Hozzáférés: 2016. december 20.) (audió)
- Az Angyal Énekel. YouTube (2015. december 24.)  (Hozzáférés: 2016. december 20.) (audió)
- In dulci jubilo. King's College Cambridge  YouTube (2010)  (Hozzáférés: 2016. december 20.) (videó)
- In Dulci Jubilo. Angels Sing  YouTube (2013. december 7.)  (Hozzáférés: 2016. december 20.) (videó)
- In Dulci Jubilo. The King's Singers  YouTube (2015. január 16.)  (Hozzáférés: 2016. december 20.) (videó)